# Cyclone (Tangerine Dream)
| Recensione | Giudizio |
| ---------- | -------- |
| AllMusic   |          |

Cyclone, pubblicato nel 1978, è l'undicesimo album del gruppo di musica elettronica tedesco Tangerine Dream. Fu il primo album della formazione a presentare tracce cantate. I testi mistici e il flauto di Steve Jolliffe sulle prime due tracce hanno segnato per la band una svolta verso il rock progressivo. Tuttavia la suite finale riporta l'ascoltatore alle sonorità di Stratosfear e Sorcerer.

## Tracce
1. Bent Cold Sidewalk – 13:00
2. Rising Runner Missed By Endless Sender – 4:55
3. Madrigal Meridian – 20:32

## Formazione
- Edgar Froese – sintetizzatore Oberheim 8 Voci, ARP Digital Soloist, sintetizzatore modulare Moog, sintetizzatore modulare Projekt Electronic, sintetizzatore Korg PS 3100, Solina String Ensemble, twin mellotron Mark V - chitarre : Gibson Les Paul, Ovation, Roland GS 500-GR 500.
- Christopher Franke – sintetizzatore modulare Moog, ARP Soloist, sintetizzatore Oberheim 8 Voci, sintetizzatore Oberheim One, mellotron M400, tastiere Elka, Projekt Electronic sequencer, Computer Studio Digital Sequencer, Loop Mellotron, percussioni elettroniche.
- Steve Jolliffe – voce, basso, flauto alto e piccolo, corno inglese, clarinetto Hohner, tastiera Elka, pianoforte, Fender Rhodes, sintetizzatore Roland System 100, horns & lyricon creati con il Computone Digital Synthesizer.
- Klaus Krieger – batteria in poliestere autocostruita con sistema di sincronizzazione elettronica a multi-trigger, percussioni elettroniche, Paiste cymbals, bubims, burma gong set.

## Crediti
- Composto e suonato da Chris Franke, Edgar Froese e Steve Jolliffe.
- Registrato nel gennaio del 1978 presso l'Audio Studio di Berlino.
- Tecnico del suono: Ottmar Bergler.
- Prodotto e missato da: Tangerine Dream.
- Disegno di copertina: Edgar Froese.
- Fotografie: Monique Froese.

## Uscite discografiche in LP
- Virgin Records Ltd. (1978) codice prima stampa inglese V 2097 (copertina apribile "gatefold cover")
- Virgin/Ariola (1978) codice prima stampa tedesca 25843 (copertina apribile "gatefold cover")
- Virgin Dischi SpA (1978) stampa italiana (copertina apribile "gatefold cover")
- Virgin International (1978) stampa internazionale (copertina apribile "gatefold cover")

## Ristampe in CD
- Virgin Records Ltd. (1984) codice CDV 2097 (fabbricato in Inghilterra per mercato inglese, tedesco, europeo)
- Virgin Records Ltd. (1988) codice V2-91011 (fabbricato USA per mercato americano)
- Virgin Records Ltd. (1995) codice TAND 9 (fabbricato UK, Olanda, Francia, Italia "rimasterizzato")
- Virgin Charisma -EMI- (2009) codice VJCP-68918 (fabbricato Giappone per mercato asiatico, copertina "papersleeve" "rimasterizzato")

## Detentori dei Diritti d'Autore
- 1978-1993 : Virgin Music (Publishers) Ltd.
- 1994 ad oggi : EMI Virgin Music Ltd.